# Levice
 Ovo je glavno značenje pojma Levice. Za Okrug pogledajte Okrug Levice.
Levice (mađ. Léva, njem. Lewenz) je grad u Nitranskom kraju u zapadnoj Slovačkoj. Grad je upravno središte Okruga Levice. 

## Zemljopis
Grad je smješten u sjeveroistočnom dijelu Podunavske nizine, 110 km istočno od Bratislave, 40 km jugoistočno od Nitre, 32 km jugozapadno od Banske Štiavnice, 55 km jugozapadno od Zvolena i 25 km od granice s Mađarskom.

## Povijest
Levice se prvi put spominju 1165. godine kao Leua, i jedno je od naselja koja pripadaju župi Svetog Martina iz Bratke.
Godine 1544. Turci su zapalili grad, dok je gradski dvorac ostao neoštećen. Turci su se zadržali u gradu dva desetljeća od 1663. do 1685. godine. Pod Osmanskom upravom grad je bio središte sandžaka.
U gradu je 1709. godine bila anti Habsburška revolucija. Nakon raspada Austro-Ugarske grad je postao dio Čehoslovačke što je potvrđeno Trianonskim sporazumom 1920. godine. Za vrijeme Drugog svjetskoga rata od 1938. do 1945. grad je opet pripadao Mađarskoj. Na kraju Drugog svjetskog rata bio je vraćen u Čehoslovačkoj, a 1993. godine postao je dio današnje Slovačke.

## Stanovništvo
| Godina:     | 1993.  | 2003.   | 2013.   | 2023.   |
| ----------- | ------ | ------- | ------- | ------- |
| Broj ljudi: | 35 695 | 36 476  | 34 226  | 30 823  |
| Razlika:    |        | +2,18 % | -6,16 % | -9,94 % |

| Godina:     | 2022.  | 2023.   |
| ----------- | ------ | ------- |
| Broj ljudi: | 31 081 | 30 823  |
| Razlika:    |        | -0,83 % |

Prema popisu stanovništva iz 2001. godine grad je imao 36.538 stanovnika.

### Etnički sastav
- Slovaci - 84,8%
- Mađari - 12,2%
- Česi - 1%
- Romi - 0,4%

## Gradovi prijatelji
- Ruda Śląska, Poljska
- Rtiščevo, Rusija
- Skierniewice, Poljska
- Náměšť na Hané, Češka
- Boskovice, Češka

## Vanjske poveznice
- Službena stranica grada

### Ostali projekti
|  | Zajednički poslužitelj ima još gradiva o temi Levice |